# Wa Shan
Wa Shan (eller Washan) er et 3.253 m højt bjerg, som ligger i amtet Hongya på vestsiden af en dyb slugt langs floden Dadu i den kinesiske provins Sichuan. Bjerget er berømt som en botanisk og økologisk værdifuld lokalitet, der er blevet undersøgt af bl.a. W.P. Fang og Ernest Henry Wilson.
33°08′56″N 105°01′09″Ø / 33.14875°N 105.01925°Ø